# São Clemente (Loulé)
São Clemente ist eine Gemeinde und Stadt an der Algarve in Portugal. Sie gehört zum Kreis Loulé, hat eine Fläche von 38,2 km² und 17.930 Einwohner (Stand 19. April 2021), was einer Bevölkerungsdichte von 388 Einwohnern/km² entspricht.
Die Gemeinde stellt etwa zwei Drittel des Stadtgebiets von Loulé dar. Das übrige Stadtgebiet liegt in der Gemeinde São Sebastião.